# 莱莫吕讷
莱莫吕讷（法語：Les Molunes，法語發音：[le mɔlyn]）是法国汝拉省的一个旧市镇，位于该省东南部，属于圣克洛德区。2017年1月1日，莱莫吕讷和相邻的塞蒙塞勒和并为新市镇塞蒙塞勒-莱莫吕讷（法語：Septmoncel les Molunes）。

## 地理
莱莫吕讷（46°20'42"N, 5°55'25"E）面积20.51 平方千米，位于法国勃艮第-弗朗什-孔泰大區汝拉省，该省份为法国东部内陆省份，北起上索恩省，西北接科多尔省，西临索恩-卢瓦尔省，南至安省，东与杜省和瑞士接壤。
与莱莫吕讷接壤的市镇（或旧市镇、城区）包括：莱莱克斯、米茹、贝勒孔布、拉茹、莱穆西耶尔、塞蒙塞勒、维拉尔圣索沃尔。

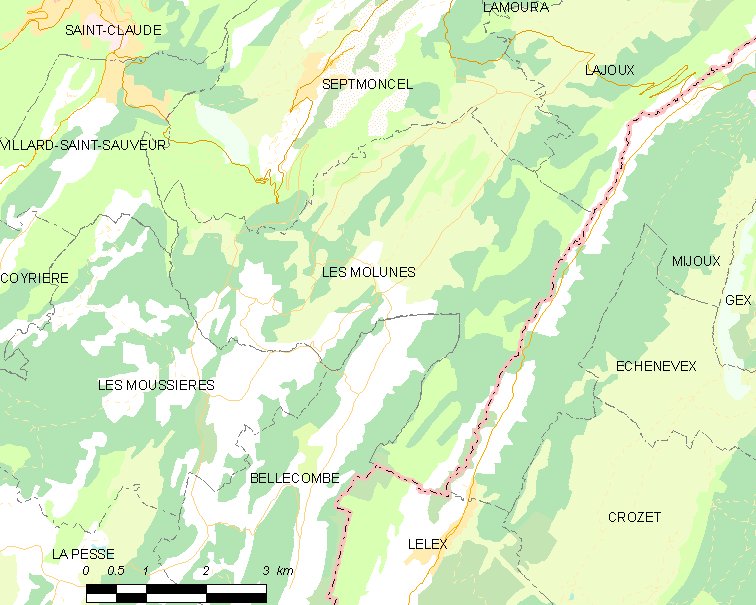
莱莫吕讷的OSM定位图

莱莫吕讷的时区为UTC+01:00、UTC+02:00（夏令时）。

## 行政
莱莫吕讷的邮政编码为39310，INSEE市镇编码为39341。

## 政治
莱莫吕讷所属的省级选区为科托迪利宗县。

## 人口

1962-2008年间莱莫吕讷人口变化图示

莱莫吕讷于2018年1月1日时的人口数量为133人。